# ویتالی کونستانتینوف
ویتالی کونستانتینوف (انگلیسی: Vitaly Konstantinov؛ زادهٔ ۲۸ مارس ۱۹۴۹) کشتی‌گیر فرنگی اهل شوروی بود.